# Institut hydrographique du Royaume-Uni
L'Institut hydrographique du Royaume-Uni (en anglais : United Kingdom Hydrographic Office, UKHO) est une agence du Royaume-Uni qui fournit des données hydrographiques et maritimes aux marins et organisations maritimes du monde entier. 